# Atlantique (Benin)
Atlantique (deutsch Atlantik) ist ein Département Benins mit der Hauptstadt Ouidah. Die Stadt wurde allerdings noch nicht offiziell zur Hauptstadt ernannt, nimmt aber sämtliche Hauptstadtfunktionen wahr.

## Geschichte
1999 wurde die Stadt Cotonou als Departement Littoral abgetrennt.

## Geographie
Das Departement liegt im Süden des Landes und grenzt im Norden an das Departement Zou, im Süden an den Atlantik, im Nordwesten an das Departement Couffo, im Westen an das Departement Mono, im Osten an das Departement Ouémé und im Südosten an das Departement Littoral.

### Gliederung
Atlantique ist in folgende Kommunen gegliedert:

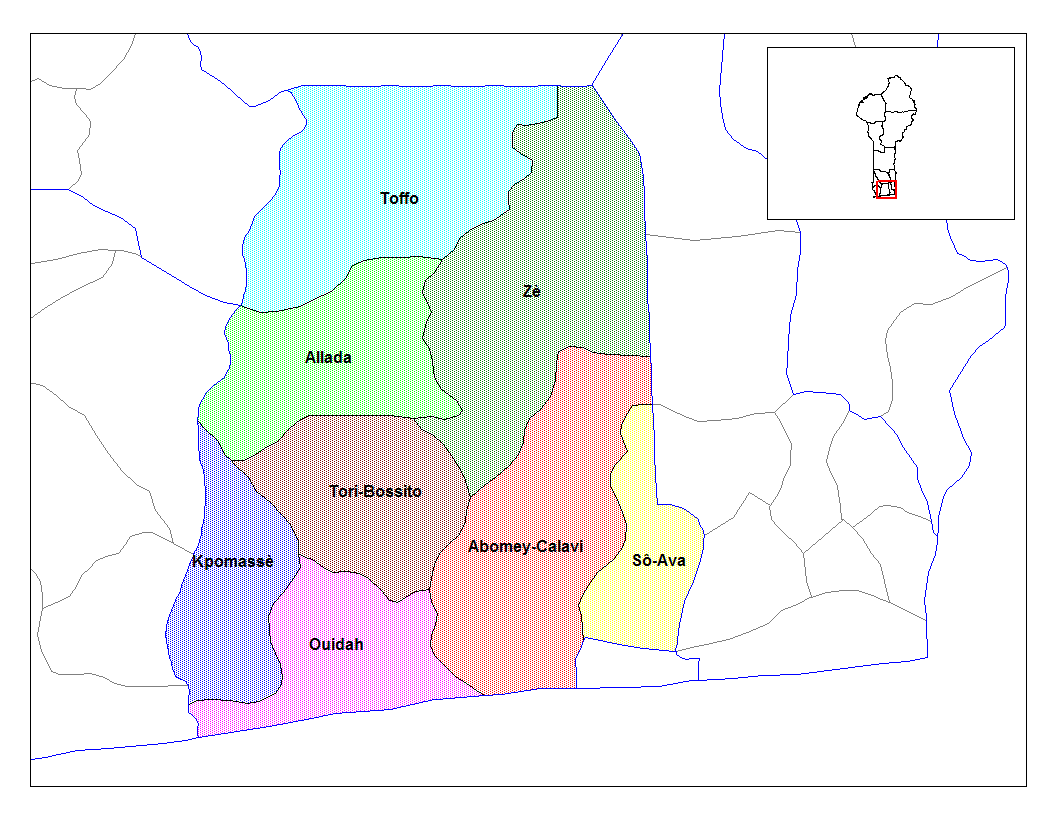
Kommunen von Atlantique

- Abomey-Calavi
- Allada
- Kpomassè
- Ouidah
- Sô-Ava
- Toffo
- Tori-Bossito
- Zè

## Bevölkerung
Bei der letzten Volkszählung 2013 zählte das Departement 1.398.229 Einwohner.

### Bevölkerungsentwicklung
| Jahr        | Einwohnerzahl |
| ----------- | ------------- |
| Zensus 1979 | 365.910       |
| Zensus 1992 | 529.546       |
| Zensus 2002 | 801.683       |
| Zensus 2013 | 1.398.229     |

### Volksgruppen
Die drei größten Völker sind die Aizo mit 32,6 %, die Fon mit 28,9 % Anteil an der Gesamtbevölkerung und die Adja.

### Religion
Bei der letzten Volkszählung bekannte sich eine Mehrheit von 58,5 % zum Christentum (darunter 63 % Katholiken, 15 % der Eglise de Céleste und 4 % Methodisten). Der Islam spielt mit einem Bevölkerungsanteil von 3,5 % keine Rolle. Ganz anders sieht es bei den traditionellen Religionen aus. Ganze 27,5 % zählen sich offiziell zum Voudou-Kult (inoffiziell dürften auch etliche Christen gleichzeitig Anhänger dieser Religion sein).
Koordinaten: 6° 40′ N, 2° 15′ O